# لوون الم (کانزاس)
لوون الم (به انگلیسی: Lone Elm) شهری در ایالت کانزاس کشور ایالات متحده آمریکا است که جمعیت آن در سرشماری سال ۲۰۱۰ میلادی، ۲۵ نفر بوده‌است.